# カケタク
カケタク（1986年8月5日 - ）は、日本のエンターテイナー。シンガー、振付師、ダンサー、モデル、俳優など幅広い活動を行う。
ダンスパフォーマンスグループ「WORLD ORDER」の元メンバー。神奈川県出身。

## 来歴・人物
中学生の時にダンスに興味を持ち、高校の文化祭でダンスを披露する。青山学院大学入学と同時にダンスサークルに所属し、本格的にダンスをはじめる。
2010年に相川七瀬のバックダンサーを務めた後、Kiramune、ゆず、木村カエラなど多数のアーティストのライブ、イベント、MV出演で活躍している。他にもモデルや俳優、振付、アーティストのプロデュース、ダンススクールの講師など、幅広い活動を精力的に行っている。
2019年4月から2020年9月までダンスパフォーマンスグループ「WORLD ORDER」に加入にしていた。
2019年5月からは歌手としてライブ活動をしている。
オンラインサロン「掛札家」を主宰し、エンターテイメントに関する情報発信や多様なイベントを企画している。

## 振付
アーティスト
- I.D (2013年)
- Dorothy Little Happy (2013年)
- スルースキルズ (2014年)
- 8/planet!! (2016年) -プロデュース
- 病んでる私とヤまない雨 (2017年)

テレビ
- 仮面ライダー鎧武/ガイム（2013年 - 2014年）
- 仮面ライダージオウ（2018年）

映画
- 仮面ライダー×仮面ライダー 鎧武&ウィザード 天下分け目の戦国MOVIE大合戦（2013年）

Vシネマ
- 鎧武外伝（2015年）
  - 仮面ライダー斬月/仮面ライダーバロン - ダンス指導
  - 仮面ライダーデューク/仮面ライダーナックル - 振付・指導

その他
- NEW BALANCE 『PF-FLYERS』新作発表ショー (2010年)
- ブロードウェイミュージカル 『タイトル・オブ・ショウ』 (2014年)
- 舞台　GrandStage (2016年)

## 出演

### ライブ・イベント
- 相川七瀬 (2010年 – 2011年)
- Dream Box Film Festival 2010 (2010年)
- K-POP FESTIVAL -MUSIC BANK in TOKTO- (2011年)
- リスアニ! LIVE 2011 (2011年)
- MJ-spirit Presents MJ FANS CONVENTION 2012 (2012年)
- Kiramune Music Festival 2012 (2012年)
- ALLaNHiLLZ (2012年 - )
- ゆず 『YUZU 15th Anniversary Dome Live YUZU YOU』 (2012年)
- ASIAN KUNG-FU GENERATION presents NANO-NUGEN FES (2012年)
- うたの☆プリンスさまっ♪ マジ LOVE LIVE 2nd STAGE (2012年)
- スポーツ博覧会・東京2012 (2012年)
- 第3回ファーマーズ＆キッズフェスタ2012 /mont-bell 新作ショー (2012年)
- 超英雄祭 KAMEN RIDER×SUPER SENTAI LIVE & SHOW 2013 (2013年)
- Kiramune Music Festival 2013 (2013年)
- 浪川大輔 『Kiramune Presents DAISUKE NAMIKAWA First Live “Jump Out Loud”』 (2013年)
- CEATEC JAPAN 2013 『FUJITSUブース』 (2013年)
- うたの☆プリンスさまっ♪ マジ LOVE LIVE 3rd STAGE (2013年)
- KAmiYU 『KAmiYU in Wonderland 3』 (2013年)
- Kiramune Music Festival 2014 (2014年)
- Trignal 『2nd LIVE “so so funny”』 (2014年)
- TOYOTA Vitz 『HAPPY FOOTWORK計画 Japan Tour』 (2014年)
- 浪川大輔 『Kiramune presents DAISUKE NAMIKAWA 2nd Live “Banchetto”』 (2014年)
- 木村カエラ 『KAELA presents GO! GO! KAELAND 2014 -10years anniversary-』 (2014年)
- 斉藤秀翼 (2014年 - )
- Kiramune Fan Meeting in YOKOHAMA (2014年)
- うたの☆プリンスさまっ♪ マジ LOVE LIVE 4th STAGE (2015年)
- 浪川大輔 『Kiramune Presents Daisuke Namikawa 3rd Live Tour “Hurricane”』 (2015年)
- 吉野裕行 『Kiramune Presents Hiroyuki Yoshino 1st Live Tour “Charge”』 (2015年)
- Kiramune Music Festival 2015 (2015年)
- 神谷浩史 『Kiramune Presents 神谷浩史 1st Live “ハレヨン→5&6”』 (2015年)
- 東京モーターショー2015 メルセデス・ベンツ/スマート プレスカンファレンス (2015年)
- ILLUMINA COLOR ANNIVERSARY EVENT (2016年)
- 蒼井翔太 『蒼井翔太 LIVE 2017 WONDER lab. 〜prism〜』 (2017年)
- うたの☆プリンスさまっ♪ QUARTET NIGHT LIVEエボリューション 2017 (2017年)
- イ・ビョンホン 『LBH ON TOUR 2017 - LEE BYUNG HUN JAPAN AWARDS』 (2017年)
- ユーリ!!! on STAGE /羽多野渉 (2017年)
- 山崎育三郎 『山崎育三郎 LIVE TOUR 2018 ～keep in touch～』 (2018年)
- BMW GROUP Dealer Award 2017 (2018年)
- 高橋洋子 第7回 福魂祭 (2018年)
- 高橋洋子 NHK WORLD-JAPAN presents「SONGS OF TOKYO Festival 2019」 (2019年)
- モーターショー2019 TOYOTAブース (2019年)
- 高橋洋子『「新世紀エヴァンゲリオン」主題歌「残酷な天使のテーゼ」高橋洋子スペシャルライブ【Refrain】』（2021年）
- 2020年東京オリンピック開会式『オリンピックピクトグラム　連続パフォーマンス』ステージハンドリングチーム（2021年）

### MV
- 浜崎あゆみ 『Lady Dynamite』 (2010年)
- パク・ヒョンビン 『シャバン シャバン』 (2011年)
- 入野自由 『Zero』 (2011年)
- Axe × MAN WITH A MISSION 『Mash UP the DJ！』 (2013年)
- ジェニファー 『25時のエアポート』 (2013年)
- Suzu 『LOVE TO YOU -by CUPS-』 (2014年)
- 河西智美 『今さらさら』 (2014年)
- 吉澤嘉代子 『ケケケ』 (2014年)
- 女王蜂 『スリラ』 (2015年)
- Haru.Robinson 『Identity』 (2016年)
- 蒼井翔太 『flower』 (2016年)
- 佐伯ユウスケ 『ダンシング』 (2018年)
- ヤバイTシャツ屋さん 『Bluetooth Love』（2021年）

### CM
- ダリヤ 『men’s palty「益若つばさ バックダンサーズ」篇』 (2012年)
- DMM.com 『半額キャンペーン with南明奈』 (2012年)
- レッドフォックス株式会社 企業CM (2012年)
- 大和ハウス工業 『「ベトナムにも」篇』 (2013年)
- 資生堂 『Ag+パウダースプレー「すべての働く人々へダンス」篇』 (2013年)
- ガンホー・オンライン・エンターテイメント 『パズル&ドラゴンズ』 (2014年)
- Yahoo! JAPAN 『ヤフオク!「物欲バンザイ編」』 (2014年)
- 東ハト 『キャラメルコーン』 (2015年)
- ZENT 『FLY! ZENT』 (2015年)
- LINE株式会社 『LINE MUSIC「Teaser Movie 01」篇』 (2015年)
- 日本コカ・コーラ株式会社 『Toreta!「どこでとれたの唄」篇』 (2015年)
- 家庭教師のトライ 『Try IT はじまる篇』 (2015年)
- LINE株式会社 『LINEバイト「LINEばい篇」』 (2015年)
- クルーズ株式会社 『エレメンタルストーリー「いらっしゃい編」』 (2015年)
- 株式会社インターメスティック 『Zoff（ゾフ）「Disney Classic Collection」』 (2015年)
- 山崎製パン 『ランチパック「GO!GO!」篇   』 (2016年)
- コカ・コーラ 『グラソー　スリープウォーター「健やかな眠りの秘密アイテム」篇』 (2016年)
- STAR JEWELRY 『STAR JEWELRY 70th ANNIVERSARY CHRISTMAS MOVIE』 (2016年)
- Y!mobile 『「格安SIM PPAP」篇』 『「冬のふてニャン缶 PPAP」篇』 (2016年)
- 花王株式会社 『ビオレ 薬用デオドラントＺ「17年新発売 ダンス」篇』 (2017年)
- 積水化学工業株式会社 『セキスイハイム 「あったかハイム 帰りたいミュージカル」篇』 (2017年)
- テックビューロ株式会社 『Zaif「ビットコインするならZaif 〜ハピネス篇〜」』 (2018年)
- Amazon.com 『Amazon Music Unlimited』 (2018年)
- 森永乳業株式会社 『ビヒダスヨーグルト「すっぱくないのには理由がある」篇』 (2018年)
- 味の素AGF株式会社 『マキシム　ファインビター/リフレッシュアロマ「スマート○○／家」篇・「スマート○○／オフィス」篇』 (2018年)
- 東芝ライフスタイル株式会社 『「家電の歌」篇』 (2018年)
- ミズノ 『楽シュー』 (2018年)
- 日本情報産業株式会社『with 企業篇2020 C』（2020年)
- 中外製薬株式会社『「私だけの治療法をください。」篇』（2020年）
- 株式会社ACRO『FIVEISM × THREE』（2021年）
- 株式会社バンダイ『機界戦隊ゼンカイジャー　界賊変身 DXギアダリンガー』 (2021年)
- ビジョンケア カンパニー『ワンデー アキュビュー オアシス　瞳思いラボ「摩擦ゼロ」篇』（2021年）

### TV
- 仮面ライダー鎧武 (2013年 – 2014年)
- 週刊働く人 (2013年)
- 世にも奇妙な物語’14 秋の特別編 『サプライズ』 (2014 年)
- 歴史にドキリ feat.花燃ゆ フラワー・バーニング・スペシャル (2015年)
- アメトーーク！ 「踊りたくない芸人」 (2017年・2018年・2020年・2022年）
- 仮面ライダージオウ（2018年）

### 舞台
- 劇団扉座第52回公演 『つか版・忠臣蔵～スカイツリー篇～Returns』 (2013年)
- ゴーゴーボーイズ　ゴーゴーヘブン (2016年)
- ニンゲン御破算 (2018年)
- 劇団扉座第67回公演 『リボンの騎士2020～県立鷲尾高校演劇部奮闘記～ベテラン版 with コロナ トライアル』 (2020年)

### モデル
- NEW BALANCE 『PF-FLYERS』 /新作発表ショー・広告 (2010年)
- 表参道コレクション2010-2011 (2010年)
- nano・universe /web・店頭広告 (2012年)
- imaii /web (2012年)
- ゼビオ /web・店頭広告 (2013年)
- Andy st. /web (2014年)
- ダンスウェア・ブランド『ADPJ』 (2016年)